# Peninsular and Oriental Steam Navigation Company
La Peninsular and Oriental Steam Navigation Company, plus connue sous les lettres P&O, est une compagnie de transport maritime, de croisière et de logistique britannique fondée à Londres en 1837 par deux hommes d'affaires et politiciens britanniques Brodie McGhie Willcox et Arthur Anderson et le capitaine Richard Bourne. Elle a été la plus ancienne compagnie de croisières et une des grandes compagnies maritimes de paquebots depuis sa fondation au XIXe siècle, opérant en particulier en Méditerranée, sur la route des Indes, de l'Extrême-Orient et de l'Australie. Dominant le transport maritime sur les routes orientales, elle a joué un rôle majeur dans l'émigration européenne en Australie au XIXe siècle et XXe siècle. Elle a également été une pionnière du marché des croisières dans lequel elle continue d'opérer depuis son absorption au sein du groupe Carnival Group, leader mondial du secteur.
Au cours de son histoire, elle a diversifié ses activités en développant le transport de marchandises par cargo puis porte-conteneurs, le transport de passagers par ferries et les services logistiques et d'opération maritime portuaires.
Elle a son siège à Londres, est cotée au London Stock Exchange et un des titres constituant le FTSE 100. Ses activités sont aujourd'hui axées essentiellement sur les ferries et des services logistiques et portuaires depuis son rachat en 2006 par l'entreprise émiratie Dubaï Ports World.
Elle continue d'opérer sous le nom de P&O Ferries avec quinze ferries sur six lignes en mer d'Irlande, mer du Nord et Manche entre le Royaume-Uni, l'Irlande et le continent (France, Belgique, Pays-Bas), desservant notamment la principale liaison maritime entre Calais et Douvres ainsi que les lignes entre Rotterdam, Zeebruges et Hull.

## Histoire

### Genèse

#### À l'origine: Willcox & Anderson
Le Peninsular and Oriental Steam Navigation Company naît au début du XIXe siècle, à Londres, de l'association commerciale en 1822 de deux hommes d'affaires et politiciens britanniques Brodie McGhie Willcox et Arthur Anderson. Willcox, un courtier maritime anglais d'origine modeste, travaillant à Londres, embauche un jeune écossais des Îles Shetland, lui aussi de très modeste origine, qui a servi la Royal Navy avant d'être démobilisé et de sombrer dans la pauvreté à Londres. Willcox fait de lui un partenaire et les deux hommes se lancent en 1825 dans une entreprise commerciale dans le secteur maritime sous le nom de Willcox and Anderson.
Après avoir acheté leur première navire, une épave qu'ils ont restauré, ils l'utilisent pour transporter des marchandises au Portugal alors en pleine guerre civile. Ils y rencontrent l'amiral Sir Charles Napier qui y construit alors une flotte de guerre pour le compte de la reine Marie II du Portugal qui, avec les libéraux, combat l'insurrection de son mari, le roi Michel Ier avec la bienveillance du gouvernement britannique. Willcox et Anderson participent à cette entreprise avec leur compagnie.
Conscient des risques financiers encourus par les compagnies maritimes et de la non-rentabilité du transport avec un seul navire, les deux partenaires se mettent en quête d'une flotte et d'un contrat. Dès 1834, le partenariat fait la publicité d'un projet de liaison maritime régulière (hebdomadaire) entre l'Angleterre et le péninsule Ibérique. C'est sous le nom de Peninsular Steam Navigation Company qu'il propose d'assurer les liaisons entre l'Angleterre, l'Espagne et le Portugal. Anderson connaît bien les côtes espagnoles et portugaises et a appris l'espagnol. Manquent des navires et de l'argent.

#### La naissance de la compagnie (1837)
C'est d'un troisième partenaire qui rejoint la compagnie en 1835 que viennent les premiers. Le Capitaine Richard Bourne, ancien officier naval irlandais, dont la famille a eu obtenu le contrat pour distribuer le courrier en Irlande par bus, est en effet propriétaire d'une petite compagnie maritime, la Dublin and London Steam Packet Company. C'est lui qui fournit les premiers navires à l'entreprise désormais devenue un trio. En 1834, il délivre aux deux fondateurs leur premier navire à vapeur, le William Fawcett. Celui-ci, 206 grosses tonnes, construit en 1828 à Liverpool, inaugure en 1835 le premier service (irrégulier) de la ligne entre l'Angleterre et le Portugal pendant 2 ans. Deux ans plus tard, une flotte de sept navires à vapeur est achetée. Parmi eux, le Don Juan et le Tagus sont alors vantés comme les plus puissants et plus grands paquebots de l'époque.
C'est de l'Amirauté britannique que vient enfin l'argent grâce au contrat décroché en 1837. En effet, le transport de passagers et de marchandises ne suffisaient pas à rentabiliser une compagnie maritime compte tenu des risques et des coûts financiers. Seule l'obtention d'un contrat (dont l'Amirauté à l'autorité) pour distribuer le courrier pouvait garantir des revenus suffisants et réguliers. La proposition de service hebdomadaire du trio et les durées extrêmement réduites par les navires à vapeur proposés par rapport aux voiliers encore largement dominants sur ce secteur, font la différence. Les arguments portés par le Capitaine Bourne devant une Amirauté, pourtant réputée réticente à la vapeur, sont convaincants. Après un premier refus, une proposition pour 30 000 £ est retenue et le contrat signé le 22 août 1837. C'est la date de naissance de la compagnie.
La première ligne de la compagnie est inaugurée une semaine plus tard par le Don Juan, le 1er septembre. Elle dessert un service régulier hebdomadaire du courrier depuis Londres (chaque vendredi) et Falmouth (Cornouailles) (chaque lundi) à destination de Vigo (Espagne), Porto, Lisbonne (Portugal) et Gibraltar via Cadix. Des liaisons occasionnelles de Liverpool à Falmouth, de Lisbonne à Madère (Açores) et de Gibraltar à Malaga sont également proposées. Les temps de trajet sont sans équivalents alors : 54 heures de Falmouth (à la pointe sud-ouest de l'Angleterre) à Vigo, 84 heures jusqu'à Lisbonne et au total 6 jours jusqu'à Gibraltar en comptant les escales à Lisbonne (24 heures) et Cadix (6 heures). Cette desserte de la Péninsule Ibérique est à l'origine du drapeau adopté : le rouge et le jaune représentent l'Espagne tandis que le blanc et le bleu représentent le Portugal.

#### Les débuts de la compagnie et la route de la Méditerranée (1837-40)
Lorsque le Don Juan appareille de Falmouth le 1er septembre 1837 pour son voyage inaugural, emportant 21 000 £, du courrier et des passagers dont Anderson et son épouse, nul ne se doute qu'il s'agit de son dernier. Deux semaines plus tard, à peine reparti de Gibraltar, le navire rencontre un épais brouillard et s'échoue sur des rochers au large de Tarifa. La promptitude d'Anderson et du capitaine du navire permettent d'éviter que ce naufrage ne se transforme en catastrophe. Tous les passagers ainsi que la cargaison de courrier et d'argent sont sauvés. Malgré ce funeste événement, l'Amirauté renouvelle sa confiance et les passagers continuent d'affluer.
Loin de décourager les trois hommes, cette catastrophe leur permet de rêver plus grand et plus loin : vers la Méditerranée et l'Orient. Jusqu'alors, seule l'Amirauté avait le droit de transporter le courrier au-delà de Gibraltar en Méditerranée jusqu'en Égypte. Compte tenu des délais, une partie toutefois transitait par bus via la France et rejoignait les navires à Marseille. Le nouveau projet de Willcox et Anderson est d'obtenir le contrat pour transporter le courrier directement d'Angleterre jusqu'à Alexandrie avec deux escales seulement, en port britanniques : à Gibraltar et La Valette (Malte). De quoi rassurer le gouvernement en matière de sécurité nationale. Pour un tel projet, la compagnie a besoin de nouveaux navires plus grands, robustes et rapides. Il fallait également qu'ils puissent être équipés de 4 canons pour servir la Royal Navy si nécessaire. Ils font ainsi l'acquisition de deux nouveaux navires : l'Oriental encore en cours de construction et le Liverpool acheté à une compagnie transatlantique en difficulté, réaménagé, élargi et rebaptisé Great Liverpool (la compagnie avait déjà un navire du nom de Liverpool dans sa flotte originelle).
Le 31 décembre 1840, ils décrochent ce nouveau contrat pour une valeur de 34 200 £ par an pour 5 ans. La compagnie change aussi de statut en étant officiellement incorporée par une charte royale qui lui assure une responsabilité limitée et lui permet un plus grand capital (jusqu'à 1 million de £). Elle change également de nom, en ajoutant l'adjectif oriental par rapport à cette nouvelle route et devient la Peninsular & Oriental Steam Navigation Company. Dans le même temps, elle fusionne avec la Transatlantic Steam Pacific Company.

### La route de l'Orient

#### La route des Indes

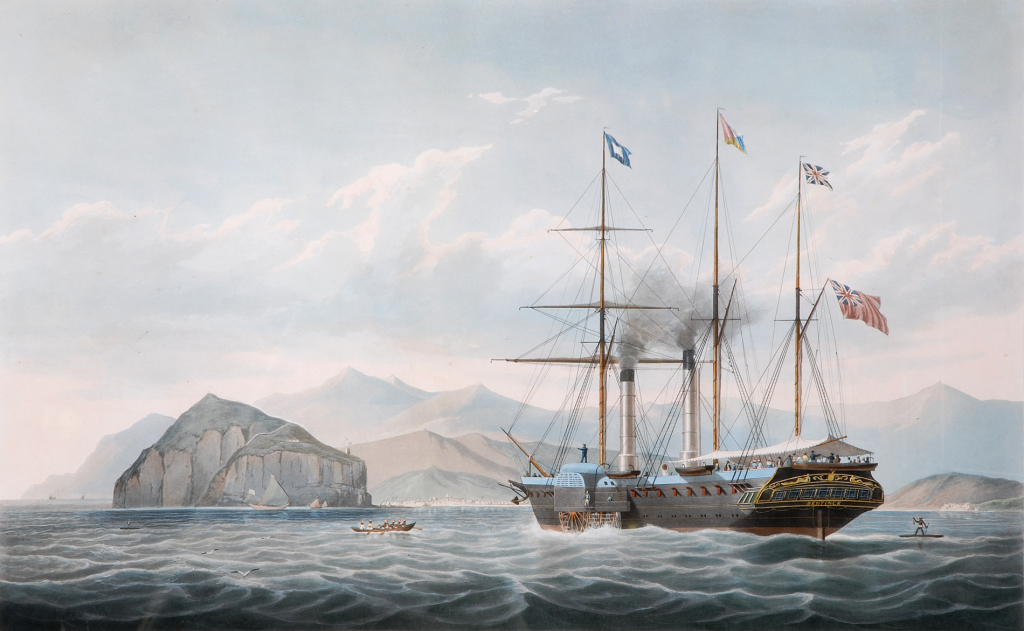
Le Bentinck au large d'Aden (Yémen), en route pour son premier voyage sur la route des Indes en 1844 (gravure d'Edward Duncan d'après W.J. Huggins)

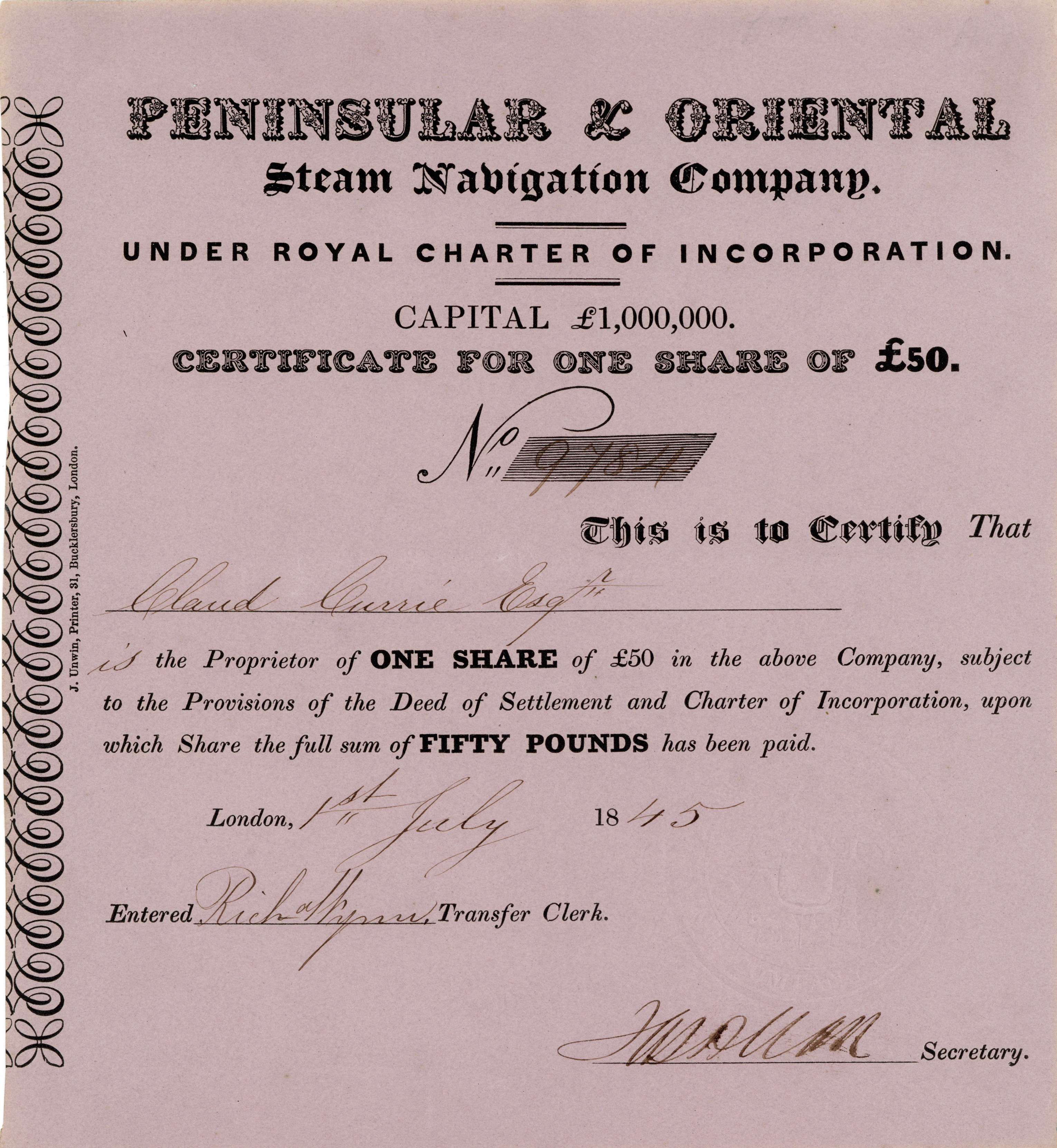
Action de la Peninsular & Oriental Steam Navigation Company de 50 £, émise à Londres le 1er juillet 1845

Dans le contrat signé en 1840 figure une clause engageant la P&O à assurer une liaison vers l'Orient. Le rêve de l'Orient lointain et de la route des Indes commence à se faire jour. À cette époque, c'est la Compagnie des Indes orientales qui a le monopole sur ces mers et leurs routes. Forte des immenses privilèges accordés dans l'Empire des Indes, ses voiliers contrôlent le commerce et la navigation dans l'océan Indien, le golfe Persique et la mer Rouge. Mais en raison des vents et de la mousson, un seul voyage aller-retour par an peut être effectué depuis l'Europe en contournant l'Afrique par le cap de Bonne-Espérance. Même en Orient, aucun navire ne peut assurer plusieurs rotations annuelles depuis l'isthme de Suez jusqu'en Inde. De nombreuses tentatives à la vapeur se révèlent infructueuses.
Ce sont ces échecs qui conduisent la compagnie à autoriser la P&O à tenter sa chance afin d'honorer son contrat mais à la condition d'une route plus longue qui ne mette pas en danger sa situation de monopole : de Suez et Aden (au Yémen) à Ceylan et en Inde de l'Est (Madras et Calcutta). Ceci pose deux problèmes de taille à la P&O. D'une part, le défi ne pourra être payé par un contrat de courrier car l'essentiel du courrier distribué en Inde arrive à Bombay (sur la côte ouest) desservi par la Compagnie des Indes orientales. D'autre part, il faut à la P&O des navires à la fois plus puissants (pour compenser les vents contraires de la mousson), plus grands et confortables afin de rivaliser avec les luxueux voiliers de la Compagnie (les East Indiamen). Le coût estimé dépasse les 60 000 £ pour chaque navire. La Compagnie des Indes orientales offre cependant 20 000 par an à la P&O moyennant 4 voyages aller-retour la première année, 6 la seconde et un par mois les 3 suivantes, assurée qu'elle est de l'impossibilité de tels voyages. Deux navires d'environ 73 mètres de long et 2 000 tonnes sont donc commandés : l'Hindostan et son jumeau, le Bentinck. Ils sont équipés de 60 cabines et peuvent emporter 150 passagers avec un confort de luxe.
L'Hindostan appareille de Southampton pour son voyage inaugural sur la route des Indes le 24 septembre 1842. La P&O a tout planifié pour ravitailler le navire en charbon à ses escales : Gibraltar, Saint-Vincent (Cap-Vert), île de l'Ascension, Le Cap, île Maurice, Ceylan et Calcutta. Au lieu de prendre une route très au large vers l'ouest à proximité de l'Amérique du Sud pour éviter le pot-au-noir redouté des marins de l'Atlantique sud, l'Hindostan fait route au plus près des côtes africaines grâce à la puissance de sa vapeur, à une moyenne de 10 nœuds. Il arrive à Calcutta trois mois plus tard, après 63 jours de mer et 28 d'escale, un record appréciable. Aussitôt arrivé, il repart de Calcutta pour la première traversée de la route régulière attribuée à la compagnie en Orient : vers Madras, Ceylan, Aden et Suez. Un voyage contre la mousson qu'il réalise en 25 jours et 3 heures, rendant le défi risqué de Willcox et Anderson un pari gagnant. Désormais, la P&O peut desservir la Méditerranée jusqu'à Alexandrie grâce à l'Oriental et le Great Liverpool. Elle peut désormais relier Suez à l'Inde grâce à l'Hindostan et le Bentinck, changeant la vie des Britanniques servant aux Indes et de leurs familles. Reste entre les deux services une bande de désert de sable de 240 kilomètres à franchir : l'Isthme de Suez.
Le transbordement de la Méditerranée à la mer Rouge n'est alors pas une sinécure. Deux routes existent; elles sont longues, pénibles et inconfortables, mobilisent de petits bateaux locaux infestés de vermine, des milliers de chameaux, ânes et chevaux. Il faut remonter un canal étroit (le canal Mahmoudieh) pour rejoindre le Nil puis le remonter jusqu'au Caire. De là, on peut rejoindre le port de Suez par une piste dans le désert ou continuer sur le Nil jusqu'à Louxor (et y admirer les ruines antiques) avant de prendre une route caravanière jusqu'au petit port de Qusayr. Pour éviter de perdre ses clients, la P&O se doit d'améliorer les conditions de ce voyage. Anderson est envoyé en Égypte en 1842 avec le Capitaine Engledue, devenu entre-temps Surintendant de la Flotte. Il y rencontre Thomas Waghorn, un hommes d'affaires britannique qui organise une grande partie de ces voyages, ainsi que son rival, Hill. Il y rencontre également le Pacha Méhémet Ali afin de l'encourager à améliorer ses infrastructures. Anderson les convainc de coopérer en menaçant de trouver une autre voie au Moyen-Orient.
Le Pacha s'engage à améliorer les routes à travers le désert moyennant une taxe de 50 % sur les marchandises transitant en Égypte. La P&O améliore la navigation sur la canal par l'octroi de barges, fait construire et envoie sur place un remorqueur en acier, l'Atfeh construit spécialement en Angleterre. Elle améliore également la navigation sur le Nil en doublant le petit bateau de Waghorn de deux bateaux fluviaux : le Cairo et le Lotus. Elle fait également construire des auberges, magasins et épiceries à certaines haltes afin d'améliorer le confort des passagers ainsi que des dépôts de charbon à Alexandrie et Suez. Elle possède également des fermes pour produire la nourriture nécessaire à l'approvisionnement des passagers (fruits, légumes, moutons). Elle finance également chameaux, véhicules et investissements dans les routes. La situation s'est améliorée mais il faut encore près de 3 jours (64 heures dont 36 à travers le désert) pour passer d'une mer à l'autre. Certes, il est question de la construction d'un chemin de fer et le projet d'un canal est dans les cartons depuis plus d'un demi-siècle. Cependant, il faut encore attendre 25 ans avant qu'il ne voiE le jour. 5 navires seulement sonT affectés à la ligne originelle tandis que le gros de la flotte dessert désormais l'Orient.

#### Le pionnier des croisières
C'est en 1844 que la P&O invente le concept de croisière. Anderson en avait conçu le projet dès la fondation de la compagnie mais les moyens de celle-ci le lui permettait maintenant. Les connexions en Méditerranée lui permettait d'offrir un tour de la Méditerranée à bord des navires de la P&O via Athènes, Smyrne, Constantinople, Rhodes et Jaffa. La desserte de Jaffa permet aux voyageurs de visiter la Terre sainte, notamment Jérusalem. C'est le début d'un tourisme de pèlerinage qui est plus tard décliné aux Musulmans avec la desserte depuis le Pakistan de Djeddah, le port de La Mecque. La Guerre de Crimée dans les années 1850 met fin à ces premières croisières avant que l'on en entende de nouveau parler dans les années 1880 par des concurrents qui, rachetés par la P&O relanceront cette activité au début du XXe siècle.

#### L'extension en Orient
Pour faire face à l'extension de ses lignes, la P&O doit grandir et posséder plus de navires. La croissance est exponentielle en milieu du XIXe siècle. La compagnie n'avait que 7 navires en 1840. 10 ans plus tard, elle en possédait 23 puis 42 en 1855 et 51 en 1867, passant dans le même temps d'un tonnage total de 6 500 à 85 000 tonnes. Dans le même temps, l'évolution des navires suit les progrès techniques. Le fer remplace le bois : le remorqueur Atfeh envoyé en Égypte en 1843 est ainsi le premier navire en fer de la compagnie. De même, la propulsion à turbine, inventée en 1838, remplace la roue à aubes : le premier est lancé en 1851 tandis que le Nyanza, lancé en 1864, est le dernier navire à roue à aubes. La compagnie connaît alors des profits appréciables, de l'ordre de 8 % par an. Elle débauche les meilleurs capitaines et officiers, souvent issus de la Marine royale, qui sont très bien payés. Une telle situation de quasi-monopole, une aussi solide réputation d'excellence tant parmi les passagers que le personnel ne peut alors qu'attirer des jalousies des rivaux. Elle connaît aussi peu de naufrages en comparaison de ses concurrentes et malgré la dangerosité des mers traversées, peut-être en partie grâce à l'excellence de ses capitaines. Ainsi, ce n'est qu'au bout de 9 ans qu'elle connait son premier naufrage depuis celui du Don Juan. En 1846, le Great Liverpool, acheté pour inaugurer la route méditerranéenne 6 ans plus tôt, fait naufrage dans des eaux pourtant connues et plus calmes que celles de l'Orient : au large de l'Espagne. Faisant route vers le nord, le navire s'échoue sur un récif à une douzaine de kilomètres du Cap Finisterre. Les centaines de passagers sont sauvés à l'exception d'une femme, son bébé et sa nurse indienne. La cargaison de courrier est aussi sauvé par le 4e officier. Malheureusement, le Capitain McLeod se suicide quelques jours plus tard.
Ces années 1840 voit aussi la P&O inaugurer ses activités en Extrême-Orient grâce notamment aux conséquences de la guerre de l'opium et l'extension en Chine de l'Empire britannique avec la cession par la Chine de 5 ports dont Hong Kong en 1841 mais aussi Canton, Amoy, Fuzhou et Ningbo. En 1845, la compagnie obtient une extension de son contrat de transport de courrier jusqu'en Extrême-Orient étendant ainsi son monopole en Asie. La ligne orientale est ainsi étendue depuis Ceylan jusqu'à Singapour et la Chine (Hong-Kong) : elle est inaugurée le 4 août 1845 par le Lady Mary Wood en passant par le détroit de Malacca, Penang et Singapour. Cette nouvelle ligne ouvre de nouveaux marchés juteux à la P&O : celui de la soie importée de Chine et celui de l'opium. Dès 1847, la P&O s'empare d'une partie du trafic d'opium désormais sous contrôle britannique. En 11 ans, elle transporte 642 000 caisses d'opium du Bengale et de Malaisie jusqu'en Europe, malgré la concurrence de l'Apcar Line et de Jardis Matheson. Elle ouvre un service de transport dans le sud-est de la Chine : de Hong-Kong à Macao puis par voie fluviale jusqu'à Canton. Un autre service côtier est aussi offert jusqu'à Shanghai.
Cependant, le trafic d'opium n'est pas une réussite pour la compagnie. Il engendre de nombreuses critiques pour cette activité jugée immorale à défaut d'être illégale. Le Lady Mary Wood est immobilisé plus d'un an après avoir été condamné et banni par les autorités chinoises pour avoir exporté illégalement de la soie sans payer les taxes à la douane de Shanghaï. D'autre part, il incommode les passagers, retarde la livraison de courrier et se révèle dangereux dans des mers infestées de pirates. Ainsi, en septembre 1849, le Canton est pris dans un combat contre des jonques de pirates en mer de Chine orientale avec la frégate HMS Columbine. La navigation dans ces eaux est également périlleuse, notamment en raison des typhons. En mars 1851, le Canton s'échoue sur une récif non cartographié sur la Rivière des Perles en aval de Canton et reste bloqué 8 semaines avant d'être remorqué à Hong-Kong. La même année, 3 navires, dont le Corea de la P&O, disparaissent en mer définitivement après avoir essuyé un typhon. Le Douro est quant à lui disloqué par un autre typhon et dériver sur plus de 360 kilomètres jusqu'aux Îles Paracels en mer de Chine méridionale.

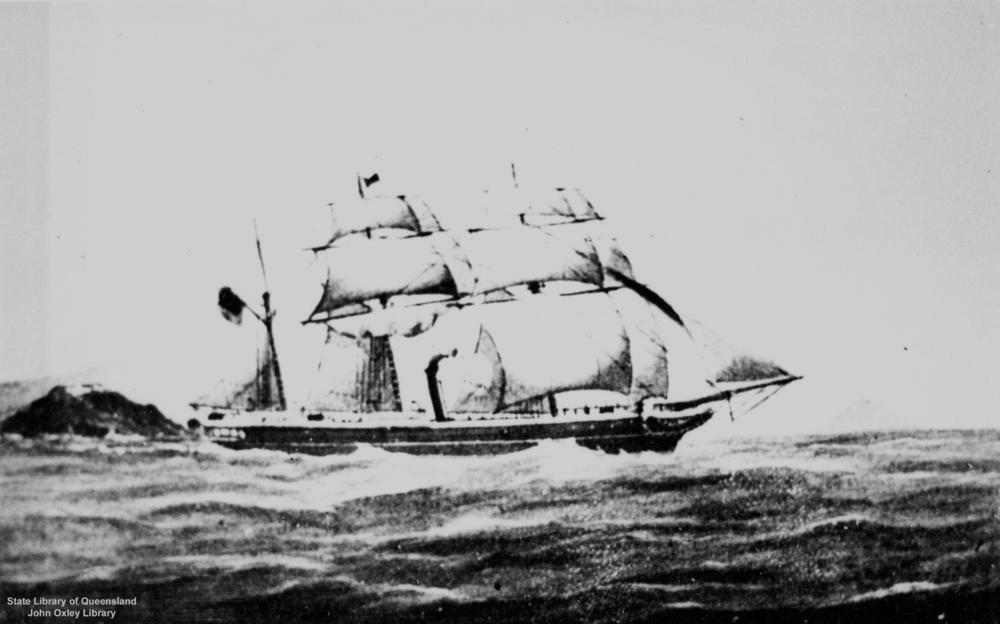
Le Chusan, premier navire de la P&O à inaugurer sa ligne australienne en 1852

La compagnie doit ainsi essuyer une nouvelle tempête de critiques qui cette fois se conjuguent au moment de renouveler les contrats au Parlement de Westminster. La P&O est accusée de faire des profits démesurés et probablement illégaux, de ne pas respecter les délais impartis de livraison du courrier. D'autres incriminent ses navires, ses capitaines, ses officiers, son équipage, son organisation, sa gestion du personnel… mais sans succès.
Ce sont les propriétaires eux-mêmes qui défendent bec et ongles la P&O au Parlement. En effet, Anderson et Willcox sont tous deux députes; Willcox pour le parti libéral, Anderson en tant que député radical des Îles Shetland et Orkney. L'opposition est vaincu, les critiques sont balayées et les contrats renouvelés, notamment parce que la P&O fait une proposition sans équivalent pour desservir l'Australie. Plutôt que les traditionnelles et longues routes par le cap de Bonne-Espérance, le cap Horn, ou l'Isthme de Panama et l'océan Pacifique depuis San Francisco, la P&O propose une branche de sa ligne depuis Bombay jusqu'à l'Australie (Albany, Adélaïde, Melbourne, Sydney). Cette première ligne à destination de l'Australie est inaugurée en 1852 par le Chusan avec un service bimensuel qui se révèle décisif dans l'émigration européenne à destination de l'Australie. Il inaugure la première liaison avec l'Australie via Le Cap (Afrique du Sud) le 4 août 1852 en arrivant à Sydney après 84 jours de mer. Dans le même temps, elle enlève donc à la Compagnie des Indes Orientales son monopole sur la route des Indes en desservant Bombay pour une somme de 24 700 £ par an, soit 4 fois moins cher que précédemment. À partir de ce moment là, la P&O exerce un monopole quasi complet sur toutes les routes de l'Orient et de l'Extrême-Orient, avec même une extension jusqu'aux Philippines et au Japon et des connexions avec l'île Maurice. Cependant, deux nouvelles menaces se font jour : l'augmentation du prix du charbon et la guerre de Crimée.

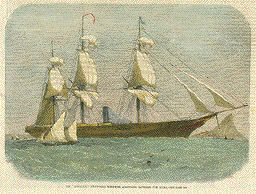
L'Himalaya, le plus gros navire du monde lors de sa construction pour la P&O en 1853. Peu rentable, il est revendu en 1854 à la Royal Navy (Illustrated London News, vers 1860)

### Un tournant délicat mais réussi (années 1850-1860)

#### La guerre de Crimée
À cette époque du milieu des années 1850, le prix du charbon connait une flambée de l'ordre de 50%. La décision de créer des paquebots plus gros dans laquelle la compagnie s'est engagée, se révèle donc une erreur. L'Himalaya, construit en 1853 et alors plus gros navire du monde (3 438 tonnes, est trop gros et trop cher (130 000 £. C'est à cette époque que la guerre de Crimée éclate en 1854. L'armée britannique a besoin de nombreux navires pour convoyer troupes, chevaux, équipement et munitions. Ceux de la Royal Navy sont loin d'être suffisants et les compagnies maritimes civiles sont mises à contribution. C'est à bord des navires de la P&O que la plupart des troupes sont convoyées en Crimée et que les blessés sont rapatriés dans les hôpitaux de Scutari. L'Himalaya est d'ailleurs mis à contribution après seulement un voyage commercial jusqu'à Alexandrie. Le 1er mars 1854, il embarque à Plymouth le 93e régiment de Higlanders. Peu de temps après, il est reconverti en transport de troupes et revendu à la Royal Navy en juillet 1854 pour une somme de 133 000 £, soit son prix d'achat. Une solution définitive et rentable au problème de son coût. En 1855, 11 de ses navires (les plus gros, un tiers de son tonnage) servent de transport de troupes en Mer Noire. Ils convoient 2 000 officiers, 60 000 soldats et 15 000 chevaux. Le rôle de ses navires se révèle décisif et convainc la Royal Navy d'abandonner son historique aversion pour les navires à vapeur tant ceux-ci se sont illustrés par leur maniabilité et leur efficacité. Cependant, la guerre perturbe grandement le commerce de la compagnie. Ses lignes ne sont plus que mensuelles voire complètement interrompues durant toute la guerre comme celle desservant l'Australie. Dès la fin de cette guerre, elle joue encore un rôle" important comme transport de troupes dans la guerre anglo-iranienne de 1856 puis l'année suivante, en 1857, dans la grande mutinerie indienne.

#### Le temps des difficultés
C'est à cette époque que disparaissent peu à peu les fondateurs historiques de la compagnie. Le premier d'entre eux est le capitaine Richard Bourne ; il meurt en 1851. Willcox, devenu président en 1858, meurt accidentellement en 1862. Il est remplacé par Anderson jusqu'à sa mort en 1868. C'est son successeur, Thomas Sutherland (qui fonde plus tard la banque HSBC), qui doit alors gérer l'ouverture du canal de Suez. Il est alors accompagné de James Allan et Henry Bailey.
D'autre part, la P&O doit aussi faire face, au moment où la vapeur semble triompher après la guerre de Crimée, à un regain de popularité de la navigation à voile. Des courses de voilier sont organisées sur sa route, pour ramener notamment d'Extrême-Orient le thé en Angleterre. La compétition qui avait démarré entre britanniques et américains dans les années 1850 devient uniquement britannique au moment où la marine américaine est mobilisée et durement touchée par la guerre de Sécession dans les années 1860. La P&O s'intéresse alors à cette compétition et se lance à l'aventure en faisant construire un voilier équipé d'un nouveau moteur auxiliaire plus performant et d'une propulsion à hélice : le Mooltan lancé en 1861. Ses performances permettent de réduire de moitié la consommation en charbon, résolvant par cette innovation technique, un des points noirs de la compagnie. La compagnie compte à la fin de la décennie (1859) 55 paquebots dont 38 sont à vapeur, notamment le Malabar qui fait de la compagnie la première importatrice de thé de Chine.
Enfin, la P&O doit faire face à une nouvelle concurrence. En 1864, elle perd son monopole de transport de courrier en Orient quand la compagnie française des Messageries impériales emprunte sa route. En 1867 arrive l'expiration des contrats. Malgré une mauvaise publicité, Anderson sauve la compagnie en obtenant une prolongation de 12 ans de ses contrats en Inde, Chine et Japon. Dans le même temps, elle doit encore supporter l'Empire britannique en convoyant troupes, charbon et eau dans la guerre d'Abyssinie.

#### Le canal de Suez
Le canal de Suez, lancé en 1859 par l'ingénieur français Ferdinand de Lesseps et ouvert seulement dix ans plus tard en 1869 aurait dû représenter une aubaine pour la P&O, reliant ses deux services ininterrompus et mettant fin aux nombreuses difficultés de la traversée du désert égyptien. Pourtant, cela faillit être la fin de la compagnie. En effet, le gouvernement britannique tout comme la P&O ne pensaient pas le défi possible à relever. LA P&O prend donc du retard en ignorant le projet tandis que d'autres compagnies se lancent dans l'aventure en faisant construire de petits cargos peu chers. Ainsi, lorsque le canal est ouvert en 1869, la P&O a quasiment perdu l'essentiel du marché de transport de marchandises en Orient tandis qu'elle a fait construire 23 navires dont au moins cinq se révèlent inadaptés car trop volumineux pour le gabarit du canal. 2/3 de ses passagers sont des soldats, missionnaires ou colons civils qui voyagent à prix réduits, ce qui lui fait perdre beaucoup d'argent.
Elle perd alors 100 000 £ par an et doit tirer les leçons de son erreur et faire le sacrifice de 40 000 tonnes de ses navires inadaptés et en faire construire d'autre pour 80 000 tonnes. Ainsi, le Peshawar, construit en 1871 spécialement pour le canal, est un des premiers à le franchir. D'autre part, les investissements réalisés dans l'isthme de Suez se révèlent désormais inutiles et invendables. Enfin, la Poste royale interdit à la P&O de transporter le courrier autrement que par voie de terre conformément au contrat signé 25 ans plus tôt à une époque où aucun autre moyen ne semblait envisageable, sous peine de la réduction de 30 000 £ de ses subsides par an. La P&O choisit ainsi de contourner le problème en débarquant le courrier à Alexandrie ou Suez, de l'acheminer par terre tandis que ses navires franchissent le canal et récupèrent le courrier de l'autre côté, à Port-Saïd ! Un arrangement ridicule qui finit par aboutir à un compromis de bon sens deux ans plus tard.
Les trajets sont considérablement réduits après l'ouverture du canal. Ainsi, dans les années 1890, un voyage de Londres à Bombay prend 12 jours et demi.
En avril 1887 le magnifique paquebot Tasmania s'éventre en pleine nuit sur l'écueil des Moines (pourtant correctement balisé) près de la pointe de Roccapina en Corse.
Le naufrage fait 35 victimes dont le commandant Perrin et une vingtaine de Lascars, des soutiers indiens. La plupart des passagers sont cependant sauvés, ainsi que plusieurs coffres de pierres précieuses, cadeau d'un maharadjah à la reine Victoria pour son Jubilé. L'épave (partiellement démantelée par les ferrailleurs) est encore aujourd'hui un site de plongée très couru.

### L'apogée

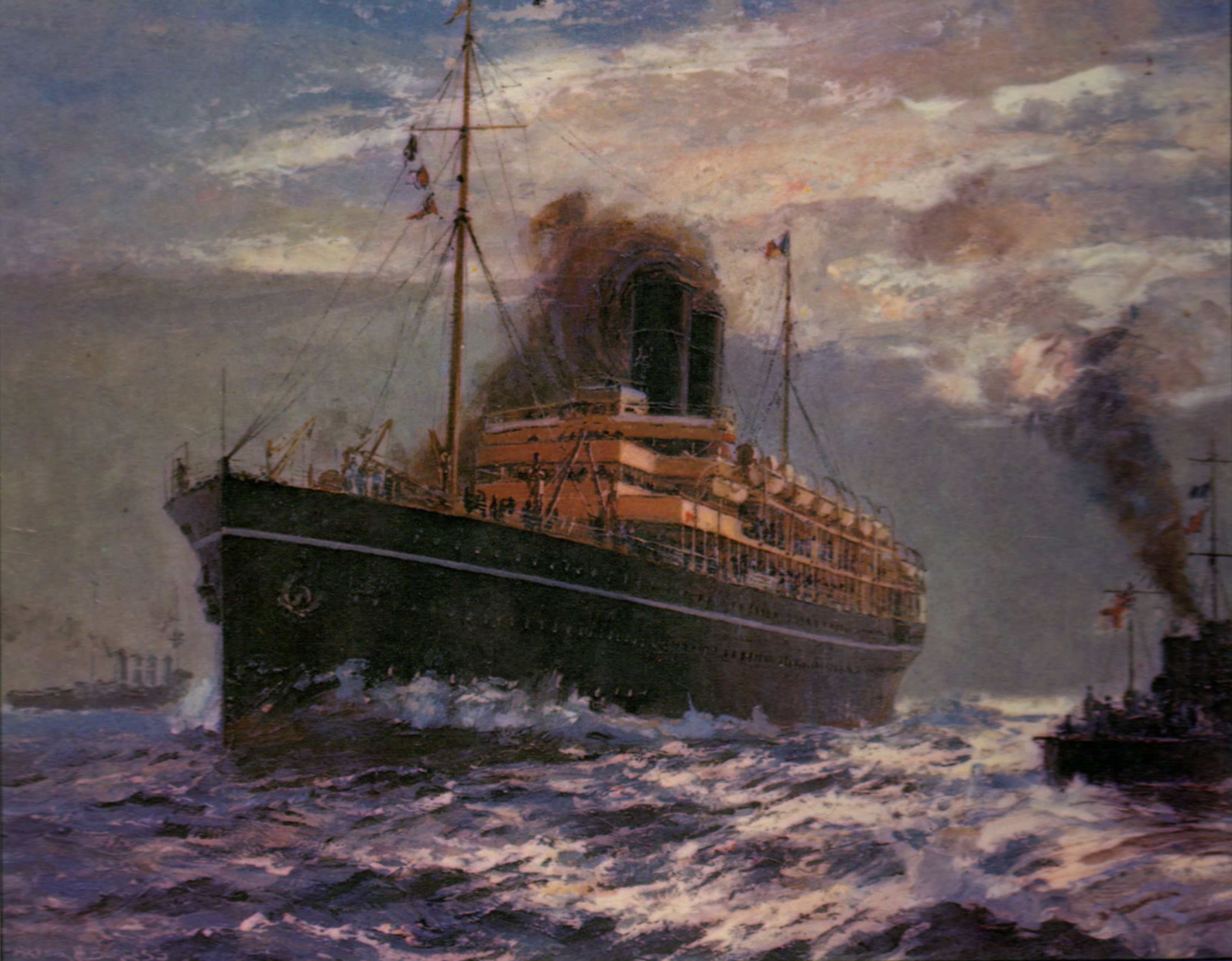
Le SS Medina (1911)

Au début du XXe siècle, la P&O se diversifie et procède à une concentration économique par une stratégie d'acquisitions de compagnies concurrentes sur ses lignes principales et d'extension de son service par l'acquisition de compagnies opérant sur d'autres lignes afin de les desservir.
En 1910, la P&O rachète la Blue Anchor Line et crée la P&O Branch Line pour assurer le service à destination de l'Australie. En 1914, elle rachète également l'Australasian Steam Navigation Company et fusionne avec la British-India Steam Navigation Company pour développer son emprise sur le marché de la route des Indes. Cette fusion, et ainsi l'acquisition de 131 navires en fait la première compagnie de transport maritime au monde.
Durant la Première Guerre mondiale, elle procède aussi à de nouvelles acquisitions afin d'étendre sa ligne pacifique à la Nouvelle-Zélande à destination d'Auckland. C'est ainsi que la New Zealand Shipping Company et la Federal Line sont rachetées en 1916, puis l'Union Steam Ship Company of New Zealand, la Nourse Line et la Hain Steam Ship Company en 1917.
Cependant, la Première guerre mondiale est à l'origine de la réquisition de nombreux navires pour l'effort de guerre. La P&O paie, comme ses consœurs, un lourd tribut : 85 navires sont coulés.
Au sortir de la guerre, elle poursuit son expansion avec l'acquisition en 1919 de l'Orient Line et de l'Eastern & Australasian Mail Steam Ship Company. Enfin, c'est au tour en 1920 de la General Steam Navigation Company puis en 1935 de la Moss-Hutchinson Line.
C'est ainsi un véritable conglomérat (le P&O Group) qui opère en situation de quasi-monopole sur les routes de l'océan Indien. Au milieu des années 1920, la compagnie possède ainsi plus de 500 navires.
Elle diversifie également ses activités avec la création en 1920 d'une banque (la P&O Bank) revendue en 1927 à la Chartered Bank of India, Australia and China. Elle établit également un partenariat avec Spinney's of Haifa, une chaîne de magasins au Moyen-Orient à qui elle procure un service de transport maritime au Moyen-Orient.

### Un déclin relatif
Durant la Seconde Guerre mondiale, la compagnie paie à nouveau un lourd tribut à cause de la guerre navale et des navires réquisitionnés pour le transport de troues notamment. 179 navires de la compagnie sont coulés.
Les années d'après-guerre et en particulier les années 1950 et 1960 marquent le déclin du transport maritime de passagers, notamment à cause de la concurrence de l'avion. Ce déclin est particulièrement marqué pour la route des Indes après la décolonisation de l'Empire des Indes en 1947.

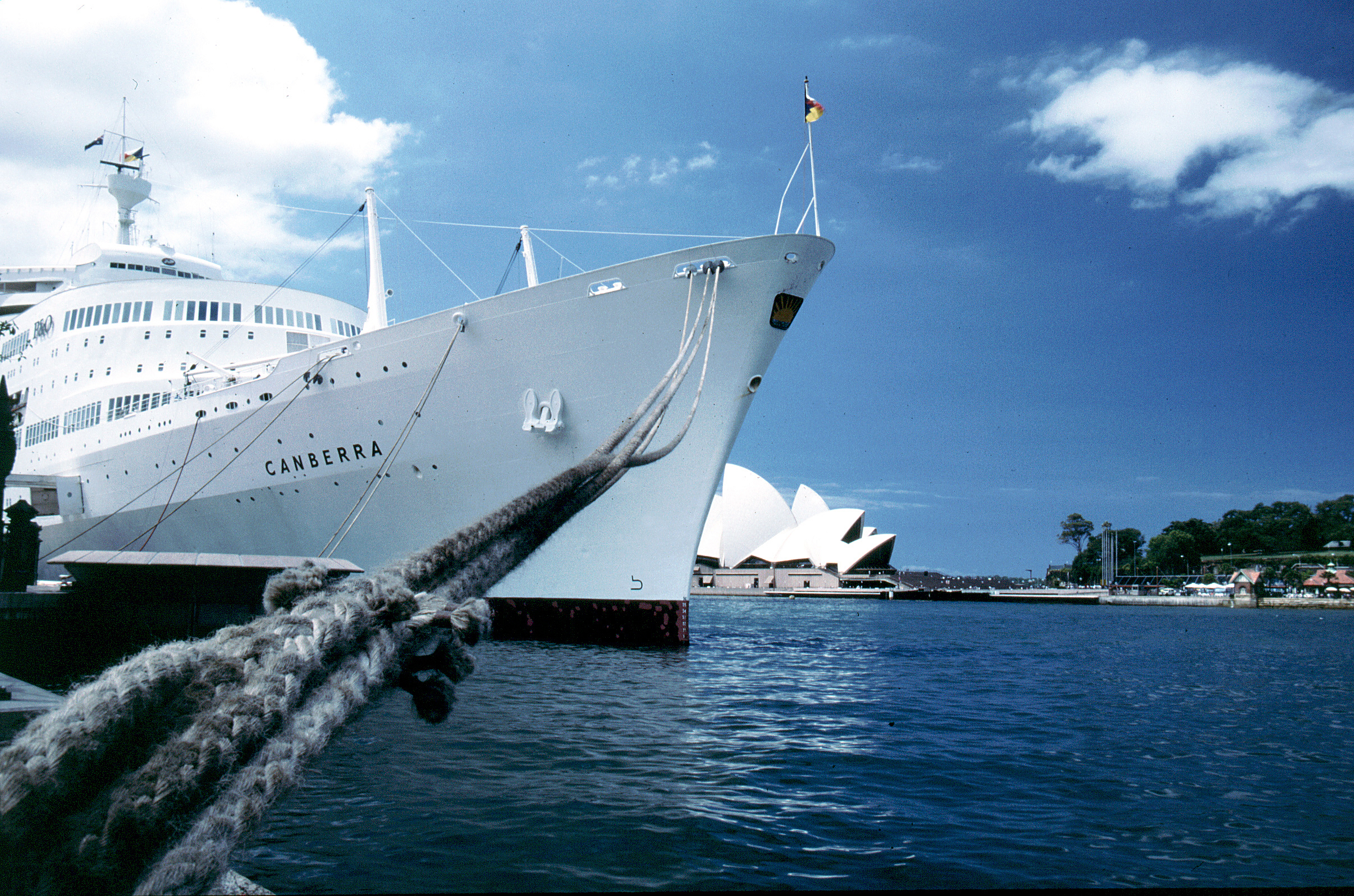
Le SS Canberra à Sydney

Toutefois, la P&O connaît un boom sur sa ligne australienne grâce à l'encouragement de l'immigration par le gouvernement australien. Dans les années 1950, elle construit ainsi 15 nouveaux paquebots dont le SS Canberra, son dernier et plus grand paquebot, en 1961. Ce programme, connu sous le nom de système de migration passage assisté, permet en une vingtaine d'années de transporter 1 000 000 passagers avant son arrêt en 1968 par le gouvernement australien.
Dans le même temps, en 1958, elle inaugure son premier service transpacifique de l'Australie à l'Amérique du Nord via les Îles Fidji et Hawaï(Sydney - Auckland - Suva - Honolulu - Vancouver - San Francisco). D'abord baptisé Orient & Pacific Line, cette ligne est desservie par une nouvelle filiale spécialement créée en 1960 : la P&O Orient Line.
Dans les années 1960, la compagnie démantèle la plupart de sa flotte de paquebots et recentre ses activités sur le marché de la croisière mais aussi sur le marché des ferries et du transport de marchandises par cargos et tankers.

### De nouveaux horizons

#### La conteneurisation et la mondialisation du transport de marchandises
En 1972, l'absorption définitive de la British-India Steam Navigation Company avec laquelle elle avait fusionné en 1914, ainsi que l'achat de nouvelles compagnies (la Strick Line puis la DOT) lui permet de rassembler l'ensemble de ses opérations de transport de marchandises par cargo dans une division spécialement créée : la P&O General Cargo. Elle fait également construire de nouveaux cargos les Strath D, Strath E et Strath F dans les chantiers navals de Gdańsk, en Pologne et au Japon.
Dans le même temps, la P&O prend le virage majeur de la mondialisation du transport maritime : la conteneurisation. Elle crée, en 1969, en partenariat avec la British and Commonwealth Shipping, la Furness Withy et l'Ocean Steamship Company une compagnie de transport de conteneurs : la Overseas Containers Limited (OCL). C'est ainsi que l'ensemble de son transport de marchandises est totalement converti en conteneurs transportés par porte-conteneurs au début des années 1980. Elle rachète en 1986 les parts de ses partenaires pour contrôler l'ensemble de cette activité rebaptisée P&O Containers Limited (P&OCL).
D'autre part, elle crée en 1975 la Pandoro, une filiale qui rassemble ses opérations de transport de marchandises en mer d'Irlande.
Elle développe également son activité de croisière en rachetant la Princess Cruises en 1974.

#### Le développement du transport par ferries
Au milieu des années 1980, la P&O restructure également ses activités de ferries en Europe. Elle rachète en 1986 la compagnie European Ferries Group (et notamment sa filiale Townsend Thoresen) à qui elle avait revendu en 1985 ses opérations de ferries dans la Manche (la ligne Douvres - Boulogne et la ligne Southampton - Le Havre).
Dans le dernier quart du XXe siècle, à travers l'acquisition en 1974 de la Bovis, elle se lance également dans des activités de services, de management et d'immobilier très éloignées de son secteur originel.

#### Le naufrage de l'Herald of Free Enterprise

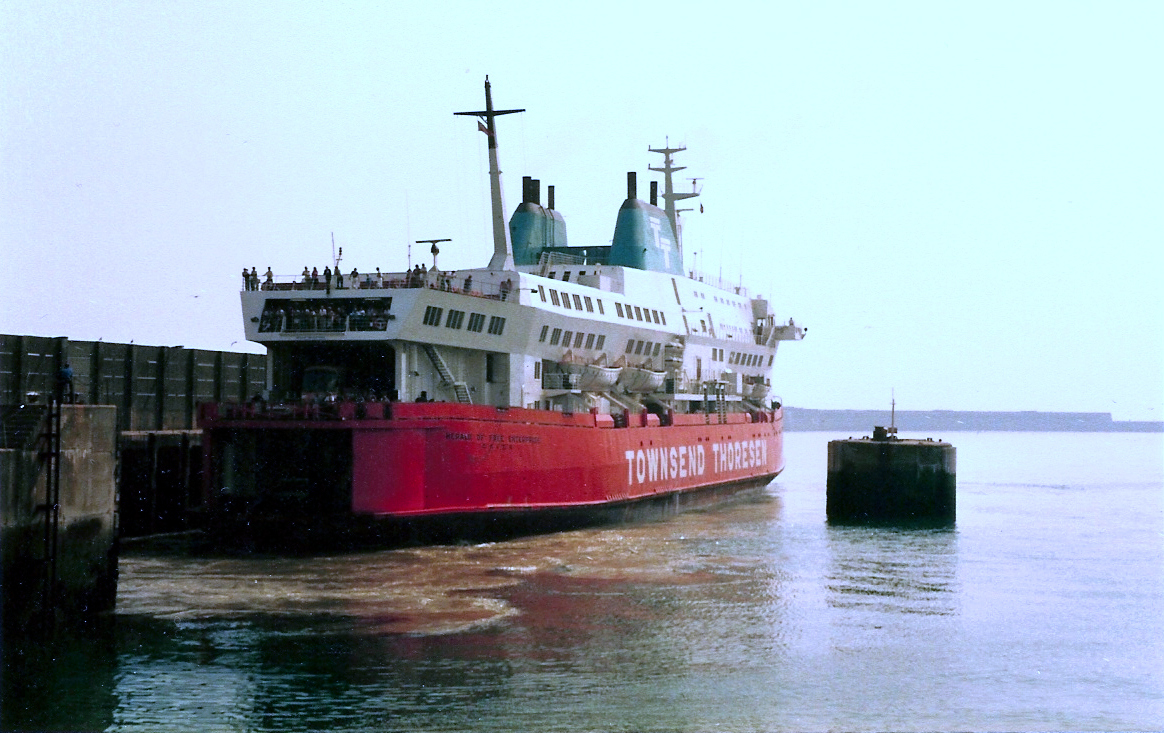
L'Herald of Free Enterprise

Quelques mois à peine après avoir racheté le European Ferries Group, le 6 mars 1987, elle subit sa plus grosse catastrophe maritime contemporaine lors du chavirage et du naufrage du ferry Herald of Free Enterprise, de sa filiale Townsend Thoresen, en Manche, au large du port belge de Zeebruges, qui fait 193 morts.
Cette catastrophe et le procès qui suit le scandale, conduisent la P&O à rebaptiser la compagnie sous le nom de P&O European Ferries.

### La compagnie auXXIesiècle

#### Restructuration des activités
En 1996, la division de porte-conteneurs du groupe, P&O Containers Limited (P&OCL) fusionne avec le néerlandais Nedlloyd pour former la Royal P&O Nedlloyd. Cependant, en 2004, Royal Nedlloyd racheta les dernières actions de P&O ce qui permit à l'entreprise de faire son entrée à la bourse d'Amsterdam sous le nom de Royal P&O Nedlloyd. L'entreprise fut par la suite acquise en 2004 par le danois A.P. Møller-Mærsk qui la combina avec ses activités de transport de conteneurs 'Maersk-Sealand' pour former Maersk Line, le leader mondial du transport de conteneurs aujourd'hui.
D'autre part, elle fusionne ses activités (transport de marchandises et de passagers) en mer d'Irlande en 1998 en créant la filiale P&O Irish Sea. Celle-ci fusionne à son tour en 2010 au sein de P&O Ferries qui rassemble désormais l'ensemble des lignes de ferries de la P&0.
En 2000, elle scinde son activité de croisière en formant la P&O Princess Cruises qui fusionne en 2003 avec le croisiériste Carnival pour former le leader du marché de la croisière maritime.

#### Le rachat par Dubai Ports World
En mars 2006, l'ensemble de ce qui reste de la compagnie est revendue à Dubai Ports World, société émiratie et 3e opérateur portuaire mondial, pour 3,9 milliards de livres sterling après une guerre spéculative avec le groupe singapourien PSA International.
Ce rachat a été à l'origine d'un scandale politique majeur aux États-Unis où la P&O possédait des infrastructures et des terminaux portuaires dans de nombreux ports américains, notamment à New York, Newark (New Jersey), Baltimore, Philadelphie, Miami, et La Nouvelle-Orléans. En pleine guerre contre le terrorisme durant le second mandat de George W. Bush, de nombreuses inquiétudes se sont exprimées au sujet du contrôle par une entreprise moyen-orientale de ports américains, en faisant une question de sécurité nationale. La dimension politique nationale de l'affaire prit une telle ampleur avec les décisions prises par les états américains concernés que le président Bush annonça qu'il opposerait son veto à toute loi autorisant ce rachat. Dubai Port World dut revendre ses ports américains lors de la fusion à une filiale du géant américain des assurances : American International Group.

#### La compagnie aujourd'hui
Ce qu'il reste de la P&O en tant que filiale autonome de DP World opère désormais sous 2 entités différentes au sein du groupe émirati :
- P&O Ferries
- P&O Maritime Services (en)

Elle possède également 2 ports au Royaume-Uni :
- un terminal à conteneur à Southampton
- un port sur la rive nord de la Tamise dans l'Essex.

La branche croisiériste de la compagnie continue d'exister sous le nom de P&O Cruises au sein du groupe Carnival Group.

## Flotte

### Flotte historique
- William Fawcett (1835)
- Don Juan (1837)
- Tagus (1837)
- Great Liverpool (1840-46)
- Oriental (1840)
- Hindostan (1842)
- Bentinck (1843)
- Pacha (1843)
- Lady Mary Wood (1845)
- Shanghai (1851)
- Canton (1848)
- Himalaya (1853)
- Mooltan (1861)
- Carnatic (1862)
- Nyanza (1864)
- Peshawur (1871)
- Nepault (1876)
- Shannon (1882)
- Britannia (1887)
- Arcadia (1888)
- Oriental II (1889)
- Australia (1892)
- Himalaya II (1892)
- India (1896)
- SS Egypt (1897)
- Arabia (1898)
- Wakool (1898)
- Commonwealth (1902)
- Sardinia (1902)
- Vectis (1903)
- Ballarat (1911)
- Mantua
- Caledonia
- Rohilla
- Medina (1911)
- Karoa (1915)
- Baradine (1920)
- RMS Empress of Australia (1921)
- SS Mongolia (1922)
- Moldavia (1922)
- Mooltan (1923)
- Talamba (1924)
- Cathay (1925)
- HMS Comorin (1925)
- Monowai (1925)
- Viceroy of India (1929)
- Carthage (1931)
- Corfu (1931)
- Strathnaver (1931)
- Strathaird (1932)
- Strathmore (1935)
- Stratheden (1937)
- Rawalpindi
- Essex (1936)
- SS Orcades (1948)
- SS Himalaya III (1949)
- SS Kenya (1951)
- SS Uganda (1952)
- SS Arcadia (1953)
- SS Iberia (1954)
- SS Orsova (1954)
- SS Oriana (1960)
- SS Canberra (1961)
- Royal Princess (1982)

#### Ferries
- Norland
- Herald of Free Enterprise

### Flotte actuelle

#### Ferries

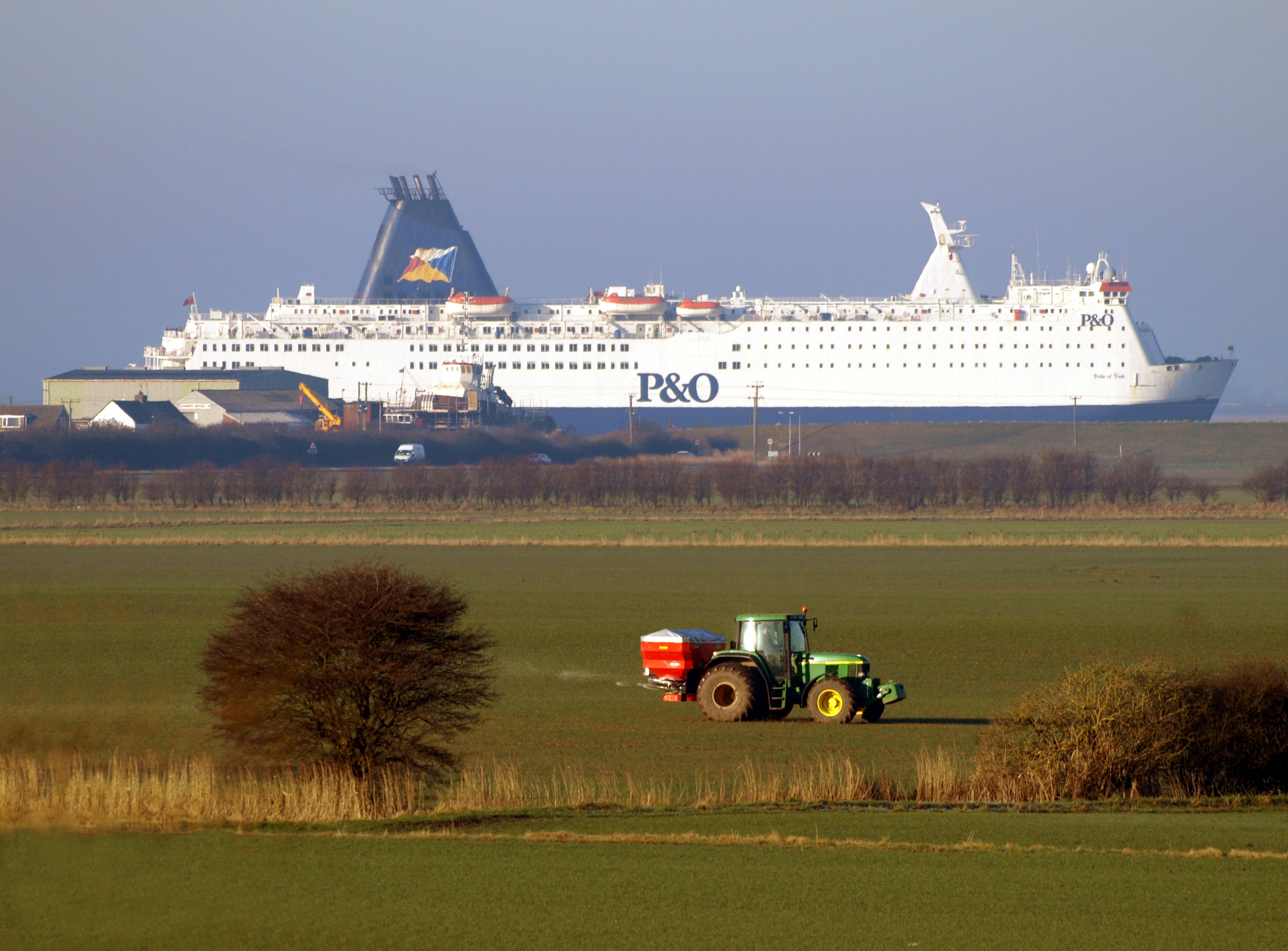
Le Pride of York au large du Yorkshire

La P&O Ferries dispose actuellement de 15 ferries sur ses lignes au départ du Royaume-Uni.
Sur la Manche :
- Spirit of Britain
- Spirit of France
- Pride of Canterbury
- Pride of Kent
- Pride of Burgundy

Sur la mer du Nord
- Pride of York
- Pride of Hull
- Pride of Rotterdam
- Pride of Bruges

Entre l'Écosse et l'Irlande
- P&O Express
- European Causeway
- European Highlander

En mer d'Irlande
- Norbay
- Norbank
- European Endeavour

#### Autres navires
P&O Maritime Services (en) gèrent les navires suivant :
- L'Astrolabe
- Aurora Australis (brise glaces)

## Liaisons assurées

### Anciennes liaisons
- Péninsule ibérique : Angleterre - Espagne - Portugal - Gibraltar (Londres - Falmouth - Vigo - Porto - Lisbonne - Cadix - Gibraltar) plus connexions vers Liverpool, Madère, Malaga (1837)
- Méditerranée : Angleterre - Gibraltar - Malte - Égypte (Southampton - Gibraltar - La Valette - Alexandrie), plus connexions vers Marseille (1840)
- Croisière en Méditerranée orientale : Grèce, Empire ottoman, Chypre (Athènes, Smyrne, Constantinople, Rhodes et Jaffa)
- Route des Indes : Suez - Aden - Ceylan (Galle puis Colombo) - Madras - Calcutta (1842). Bombay desservie à partir des années 1850.
- Extrême-Orient : Ceylan (Galle puis Colombo) - Singapour - Hong-Kong (1845)
- Chine (Route de l'opium) : Hong-Kong - Macao - Canton; Hong-Kong - Shanghaï
- Japon : Hong-Kong - Nagasaki - Yokohama
- Australie : Colombo - Albany - Adelaïde - Melbourne - Sydney (puis extension vers la Tasmanie et la Nouvelle-Zélande : Christchurch - Auckland))
- Lignes transpacifiques : Yokohama - Vancouver; Auckland - Iles Sandwich - San Francisco
- Connexions vers le Golfe Persique, l'Afrique orientale

### Liaisons actuelles
LA P&O opère sur 6 lignes au départ ou à destination du Royaume-Uni.
- Douvres (Angleterre) - Calais (France)
- Hull (Angleterre) - Zeebruges (Belgique)
- Hull - Rotterdam (Pays-Bas)
- Liverpool (Angleterre) - Dublin (Eire)
- Cairnryan (Écosse) - Larne (Irlande du Nord)
- Troon (Écosse) - Larne

### Sitographie
- (en) « Histoire et liste des navires de la flotte de la P&O », sur Theshipslist.com (consulté le 21 février 2015)
- (en) « Histoire et Héritage de la P&O », sur P&O heritage (consulté le 9 mars 2015)